# Férfi 1500 méteres gyorsúszás a 2013. évi nyári európai ifjúsági olimpiai fesztiválon
A 2013. évi nyári európai ifjúsági olimpiai fesztiválon az úszó versenyszámok közül a férfi 1500 méteres gyorsúszás versenyeit július 19.-én rendezték Utrechtben.

## Rekordok
A versenyt megelőzően a következő rekordok voltak érvényben:
| EYOF rekord | Joel Knight (Nagy-Britannia) | 15:28.86 | Trabzon, Törökország | 2011 |

## Döntő
| H     | Név                              | Nemzet             | E        | Mj  |
| ----- | -------------------------------- | ------------------ | -------- | --- |
| Arany | Marc Hinnawi                     | Izrael             | 15:33.72 |     |
| Ezüst | Nicolas D'oriano                 | Franciaország      | 15:39.66 |     |
| Bronz | Andrea Manzi                     | Olaszország        | 15:46.49 |     |
| 4.    | Bogdan Scarlat                   | Románia            | 15:51.60 |     |
| 5.    | Pablo Pedrosa Canero             | Spanyolország      | 15:58.45 |     |
| 6.    | Ernest Maksumov                  | Oroszország        | 15:58.90 |     |
| 7.    | Logan Vanhuys                    | Belgium            | 16:02.19 |     |
| 8.    | Lukas Ambros                     | Ausztria           | 16:02.33 |     |
| 9.    | Julian Chan Quee Lin             | Egyesült Királyság | 16:05.28 |     |
| 10.   | Wiktor Jaszczak                  | Lengyelország      | 16:07.87 |     |
| 11.   | Grega Popovic                    | Szlovénia          | 16:16.11 |     |
| 12.   | Morgan Berryman                  | Írország           | 16:16.57 |     |
| 13.   | Marco Sidler                     | Svájc              | 16:23.48 |     |
| 14.   | Arnor Stefansson                 | Izland             | 16:29.26 |     |
| 15.   | Valler Bence                     | Magyarország       | 16:31.55 |     |
| 16.   | Tim Samuelsen                    | Norvégia           | 16:32.23 |     |
| 17.   | Athanasios-Charalampos Kynigakis | Görögország        | 16:46.52 |     |
| 18.   | Matas Lataitis                   | Litvánia           | 16:52.23 |     |
| 19.   | Hannes Vaere                     | Finnország         | 17:01.44 |     |
| 20.   | Mihhail Stseglov                 | Észtország         | 17:15.84 |     |
| -     | Hendrik Ulrich                   | Németország        | -        | DNS |